# Gochūmon wa usagi desu ka?
Gochūmon wa usagi desu ka? (jap. ご注文はうさぎですか?), skrótowo GochiUsa (jap. ごちうさ) – czteropanelowa manga autorstwa Koi, publikowana na łamach magazynu „Manga Time Kirara Max” wydawnictwa Hōbunsha od marca 2011.
Na podstawie mangi studio White Fox stworzyło serial anime, który emitowano od kwietnia do czerwca 2024. Drugi sezon, wyprodukowany przez studia White Fox i Kinema Citrus, był nadawany od października do grudnia 2015. Trzeci sezon wykonało studio Encourage Films, natomiast jego emisja trwała od października do grudnia 2020.

## Fabuła
W małym miasteczku w Japonii, stylizowanym na kontynentalną Europę, nastoletnia Cocoa Hoto wchodzi do kawiarni Rabbit House, zakładając, że znajdzie tam króliki do przytulenia. Jednak zamiast tego odkrywa, że jest to jej internat, prowadzony przez córkę właściciela, Chino Kafu – drobną, bystrą, lecz nieco nieśmiałą dziewczynkę z królikiem angora na głowie. Cocoa szybko zaprzyjaźnia się z Chino, pragnąc stać się jej starszą siostrą, co Chino nieco irytuje. Od tego momentu Cocoa zaczyna nowe życie i zyskuje wielu przyjaciół, w tym zdyscyplinowaną, ale jednocześnie kobiecą Rize Tedezę, swobodną i beztroską Chiyę Ujimatsu oraz ubogą, lecz pełną godności i podziwianą Syaro Kirimę. Poprzez codzienne, często humorystyczne wydarzenia, Cocoa staje się niezastąpioną częścią życia swoich nowych przyjaciółek, a szczególnie Chino.

## Bohaterowie
- Cocoa Hoto (jap. 保登 心愛 Hoto Kokoa)

Seiyū: Ayane Sakura 
- Chino Kafu (jap. 香風 智乃 Kafū Chino)

Seiyū: Inori Minase 
- Rize Tedeza (jap. 天々座 理世 Tedeza Rize)

Seiyū: Risa Taneda 
- Chiya Ujimatsu (jap. 宇治松 千夜 Ujimatsu Chiya)

Seiyū: Satomi Satō 
- Syaro Kirima (jap. 桐間 紗路 Kirima Sharo)

Seiyū: Maaya Uchida 
- Maya Joga (jap. 条河 麻耶 Jōga Maya)

Seiyū: Sora Tokui 
- Megumi Natsu (jap. 奈津 恵 Natsu Megumi)

Seiyū: Rie Murakawa 

## Manga
Pierwszy rozdział mangi ukazał się w marcu 2011 na łamach magazynu „Manga Time Kirara Max”. Następnie wydawnictwo Hōbunsha rozpoczęło zbieranie rozdziałów do wydań w formacie tankōbon, których pierwszy tom ukazał się 27 lutego 2012. Według stanu na 27 marca 2024, do tej pory wydano 12 tomów.
| Nr | Data wydania (język japoński) | ISBN (język japoński)  |
| -- | ----------------------------- | ---------------------- |
| 1  | 27 lutego 2012                | ISBN 978-4-8322-4119-0 |
| 2  | 27 lutego 2013                | ISBN 978-4-8322-4269-2 |
| 3  | 27 marca 2014                 | ISBN 978-4-8322-4420-7 |
| 4  | 26 września 2015              | ISBN 978-4-8322-4617-1 |
| 5  | 27 sierpnia 2016              | ISBN 978-4-8322-4734-5 |
| 6  | 9 listopada 2017              | ISBN 978-4-8322-4734-5 |
| 7  | 7 listopada 2018              | ISBN 978-4-8322-4990-5 |
| 8  | 27 września 2019              | ISBN 978-4-8322-7119-7 |
| 9  | 25 grudnia 2020               | ISBN 978-4-8322-7237-8 |
| 10 | 25 grudnia 2021               | ISBN 978-4-8322-7333-7 |
| 11 | 22 lutego 2023                | ISBN 978-4-8322-7438-9 |
| 12 | 27 marca 2024                 | ISBN 978-4-8322-9533-9 |

## Anime
W listopadzie 2013 redakcja czasopisma „Manga Time Kirara Max” poinformowała, że na bazie mangi powstanie telewizyjny serial anime. Za produkcję odpowiadało studio White Fox, reżyserem został Hiroyuki Hashimoto, scenariusz napisał Kazuyuki Fudeyasu, a postacie zaprojektował Yousuke Okuda. Seria była emitowana w Japonii od 10 kwietnia do 26 czerwca 2014.
Drugi sezon, zatytułowany Gochūmon wa usagi desu ka??, został zapowiedziany 26 stycznia 2015 w marcowym numerze magazynu „Megami Magazine” wydawnictwa Gakken. Za animację odpowiadały studia White Fox i Kinema Citrus. Sezon ten był nadawany od 10 października do 26 grudnia 2015.
Odcinek specjalny, zatytułowany Gochūmon wa usagi desu ka?? Dear My Sister, został ogłoszony w maju 2016. Za animację odpowiedzialne było studio production doA. Odcinek ten był wyświetlany w 40 kinach w Japonii, począwszy od 11 listopada 2017. Odcinek OVA, zatytułowany Gochūmon wa usagi desu ka?? Sing For You, został wydany 26 września 2019. W projekt zaangażowani byli ponownie scenarzysta Kazuyuki Fudeyasu, reżyser Hiroyuki Hashimoto oraz studio production doA.
Trzeci sezon, zatytułowany Gochūmon wa usagi desu ka? Bloom, wyprodukowało studio Encourage Films. Emisja rozpoczęła się 10 października i zakończyła 26 grudnia 2020, licząc 12 odcinków.
Podczas wydarzenia „Is the order a rabbit? Rabbit House Talk Party 2025”, które odbyło się 1 marca 2025, ogłoszono nowy projekt anime związany z serią.